# 금남구즉로
금남구즉로(Geumnamgujeuk-ro)는 세종특별자치시 금남면에서 대전광역시 유성구 구즉동 신구교네거리 를 잇는 도로이다.

## 주요 경유지
세종특별자치시
- 금남면

대전광역시
- 유성구 (구즉동)

## 노선
| 이름          | 접속 노선                          | 소재지         | 소재지 | 비고 |
| ------------- | ---------------------------------- | -------------- | ------ | ---- |
| (이름없음)    | 용포로                             | 세종특별자치시 | 금남면 |      |
| (이름없음)    | 대평로                             | 세종특별자치시 | 금남면 |      |
| 황룡1교       |                                    | 세종특별자치시 | 금남면 |      |
| 황룡교        |                                    | 세종특별자치시 | 금남면 |      |
| 바구니 교차로 | 행복대로                           | 대전광역시     | 유성구 |      |
| 사태고개      |                                    | 대전광역시     | 유성구 |      |
| 신구교 교차로 | 국가지원지방도 제32호선 (대덕대로) | 대전광역시     | 유성구 |      |
| 갑천로와 직결 |                                    |                |        |      |

## 주요 건물 및 시설
- 세종장영실고등학교 (금남구즉로 196/호탄리 53-4)
- S-OIL 대광주유소 (금남구즉로 1355/봉산동 691-1)
- 협진운수 (금남구즉로 1377/봉산동 705)
- 탐앤탐스 테크노송강점 (금남구즉로 1392/봉산동 719-4)
- 로젠택배 동대전지점 (금남구즉로 1427/봉산동 387)